# The Critic (revista moderna)
The Critic (en español: «El Crítico») es una revista política y cultural británica, publicada mensualmente. Entre los colaboradores se encuentran David Starkey, Joshua Rozenberg, Peter Hitchens y Toby Young.
La revista ha sido fundada en noviembre de 2019. Los coeditores eran Michael Mosbacher, editor anterior de Standpoint, y Christopher Montgomery, un estratega del European Research Group. Ha sido financiada por Jeremy Hosking, quien anteriormente había donado a Standpoint.
Mosbacher describió The Critic como competencia de Standpoint. Mosbacher indicó que a Hosking había dejado de interesarle fondear Standpoint a menos que otorgase mayor cobertura a "las guerras de la cultura", pero la directiva de Standpoint tomó otro derrotero. The Times Literary Supplement describió a The Critic como análogo a The Spectactor, con un objetivo de "criticar a los críticos". Ian Burrell del The Drum llamó The Critic una "revista conservadora de oposición". En su ensayo agurándole éxitos a la nueva publicación, David Goodhart, fundador de Prospect, observó "¿necesita el mundo otra revista de buen gusto ... de pensamiento conservador? Probablemente no." Peter Wilby del New Statesman respondió: "diría que probablemente sí, así que ¿por qué nunca conseguimos una?"